# Colonia el Cuco
Colonia el Cuco är en ort i Mexiko.   Den ligger i kommunen San Marcos och delstaten Guerrero, i den södra delen av landet, 290 km söder om huvudstaden Mexico City. Colonia el Cuco ligger 138 meter över havet och antalet invånare är 440.
Terrängen runt Colonia el Cuco är kuperad åt nordost, men åt sydväst är den platt. Runt Colonia el Cuco är det ganska glesbefolkat, med 34 invånare per kvadratkilometer. Närmaste större samhälle är San Marcos, 4,8 km sydväst om Colonia el Cuco. Omgivningarna runt Colonia el Cuco är en mosaik av jordbruksmark och naturlig växtlighet.